# Lim Hyun-chul
Lim Hyun-chul (Daejun, 12 maggio 1995) è un pugile sudcoreano,maggiore di suo fratello gemello Lim Hyun-suk.

## Palmarès
- Campionati asiatici

Bangkok 2015: bronzo nei pesi superleggeri.